# 黑鸨属
黑鸨属（学名：Afrotis）是鸨科下的一个属。

## 下属物种
本属包括以下物种：
- 黑鸨 Afrotis afra (Linnaeus, 1758)
- 白翅黑鸨 Afrotis afraoides (A.Smith, 1831)